# Suat Serdar
Suat Serdar (ur. 11 kwietnia 1997 w Bingen am Rhein) – niemiecki piłkarz pochodzenia tureckiego, grający na pozycji pomocnika we włoskim klubie Hellas Verona oraz w reprezentacji Niemiec.

## Życiorys
W czasach juniorskich trenował w Hassii Bingen i 1. FSV Mainz 05. W 2015 roku dołączył do seniorskiej drużyny Mainz. W Bundeslidze zadebiutował 18 września 2015 w wygranym 3:1 meczu z TSG 1899 Hoffenheim. Do gry wszedł w 88. minucie, zmieniając Yunusa Mallı. 1 lipca 2018 został zawodnikiem FC Schalke 04.